# Stanley Tennenbaum
Stanley Tennenbaum (* 11. April 1927 in Cincinnati; † 4. Mai 2005 in Princeton) war ein US-amerikanischer mathematischer Logiker.
Tennenbaum machte 1945 einen Ph. B. Abschluss (Bachelor of Philosophy) an der University of Chicago, besuchte danach die Graduate School, machte aber keine weiteren Abschlüsse und promovierte auch nicht. Tennenbaum war sehr unkonventionell und hatte viele verschiedene akademische Stellen, teilweise als Gastwissenschaftler, teilweise mit permanenter Anstellung (tenure, so an der University of Rochester). Insbesondere interessierte er sich auch für den Unterricht an Grundschulen und unterrichtete dort häufig (in der Regel nachdem er sich spontan kurz zuvor bei der Schulleitung anmeldete) – das war auch ein Thema, das er viel mit Kurt Gödel diskutierte. Er starb an seinem zweiten Herzanfall, als er Freunde in Princeton besuchte.
Tennenbaum bewies fundamentale Resultate in der Modelltheorie, wie den Satz von Tennenbaum (1959), der besagt, dass kein abzählbares Nicht-Standardmodell der Peano-Arithmetik rekursiv sein kann, und der Mengenlehre. 1971 bewies er mit Robert M. Solovay die Unabhängigkeit der Suslin-Hypothese (SH) von den Zermelo-Fraenkel-Axiomen der Mengenlehre. Zuerst zeigte er 1963 die relative Konsistenz der Negation der SH und 1965 mit Solovay die relative Konsistenz der SH. Ihre Arbeiten zeigten damals das große Potential der gerade von Paul Cohen eingeführten Forcing-Methode. Von ihm stammt ein neuer geometrischer Beweis der Irrationalität von {\displaystyle {\sqrt {2}}}.